# 双水執流
双水執流（そうすいしつりゅう、そうすいしりゅう）は日本武術の柔術と居合の流派。

## 歴史
流祖は二神半之助正聴（ふたがみはんのすけまさあき）で、承応年間に創始したと伝わっている。はじめに竹内流を竹内流開祖の竹内久盛の弟子であった父から学び後に二神流を創始。その後吉野の山中に三十七日参籠し大悟し、二神流を改め双水執流組討腰之廻と称した。寛文年間二神は福岡藩で馬廻組に就き、後直方舌間家によって東蓮寺藩で伝承、寛延四年に舌間宗益によって福岡藩に伝承された。竹内流から派生した流派だが、竹内流では「腰之廻」は1尺2寸の短刀を用いた組討技法を指すが、現在の双水執流では居合のことを「腰之廻」と呼ぶ。なお、江戸期に江戸に伝播したという記録は残っていない。
明治21年、警視庁に招かれた松井百太郎宗忠（まついひゃくたろうむねただ）によって東京にも伝播しており、現在は福岡と東京にて伝承されている。また昭和以降、海外に伝播した流れもある。

## 系譜
福岡に伝わる系統  
- 二神半之助正聴 - 承応
- 田代清次郎則忠 - 寛文六年十一月十四日
- 舌間新次郎宗督 - 天和三年四月十五日
- 舌間喜兵衛宗一 - 元禄十年八月十二日
- 大野弥兵衛宗勝 - 亨保三年五月七日
- 舌間作五郎宗廉 - 同十年正月二七日
- 榎本久右衛門忠直 - 同十五年十月五日
- 舌間七郎宗益 - 元文四年九月十五日
- 臼杵九十郎宗直 - 安永三年九月十一日
- 舌間眞次郎宗章 - 文化十五年一月十三日
- 舌間弥五郎(忘多)宗綱（十一代・十三代）- 天保四年十一月十八日
- 舌間愼吾宗継
- 青柳喜平正聰
- 舌間修三宗聴
- 舌間萬三宗利（現在）

東京に伝わった系統（11代舌間宗綱高弟、松井百太郎以降）  
- 十一代:舌間弥五郎宗綱
  - 松井百太郎宗忠 - 明治二一年
    - 松井福次郎宗継
    - 佐藤昇一郎 - 大正六年
    - 佐々木章次 - 昭和二年十月
    - 杉山正太郎 - 昭和二年
      - 北島胡空 - 昭和三九年
        - 臼木良彦宗隆　平成十年〜現在
        - 島村武司
          - 伊藤學
          - 木村昭夫　現在